# Gerda Tirén

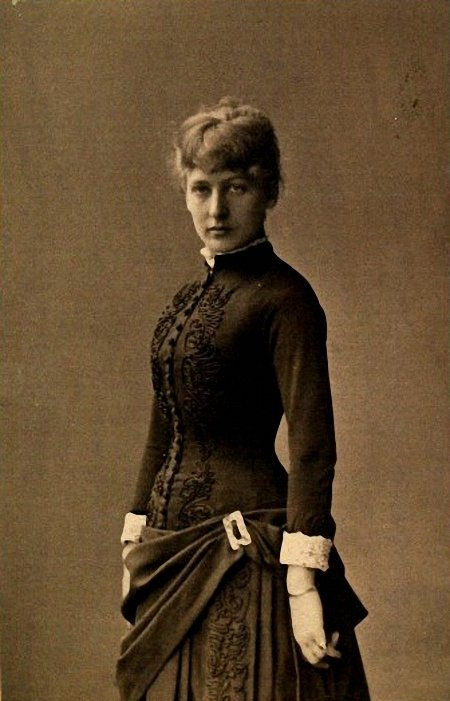
Gerda Tirén, ca. 1880

Gerda Matia Tirén, geborene Rydberg (* 11. Januar 1858 in Stockholm; † 9. Oktober 1928 in Tirsta, Gemeinde Länna, Uppland), war eine schwedische Malerin, Zeichnerin und Illustratorin.

## Leben

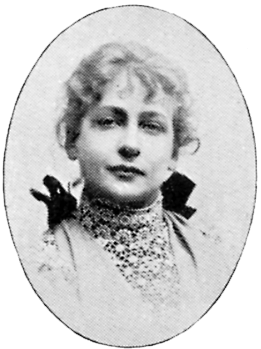
Gerda Tirén, 1901

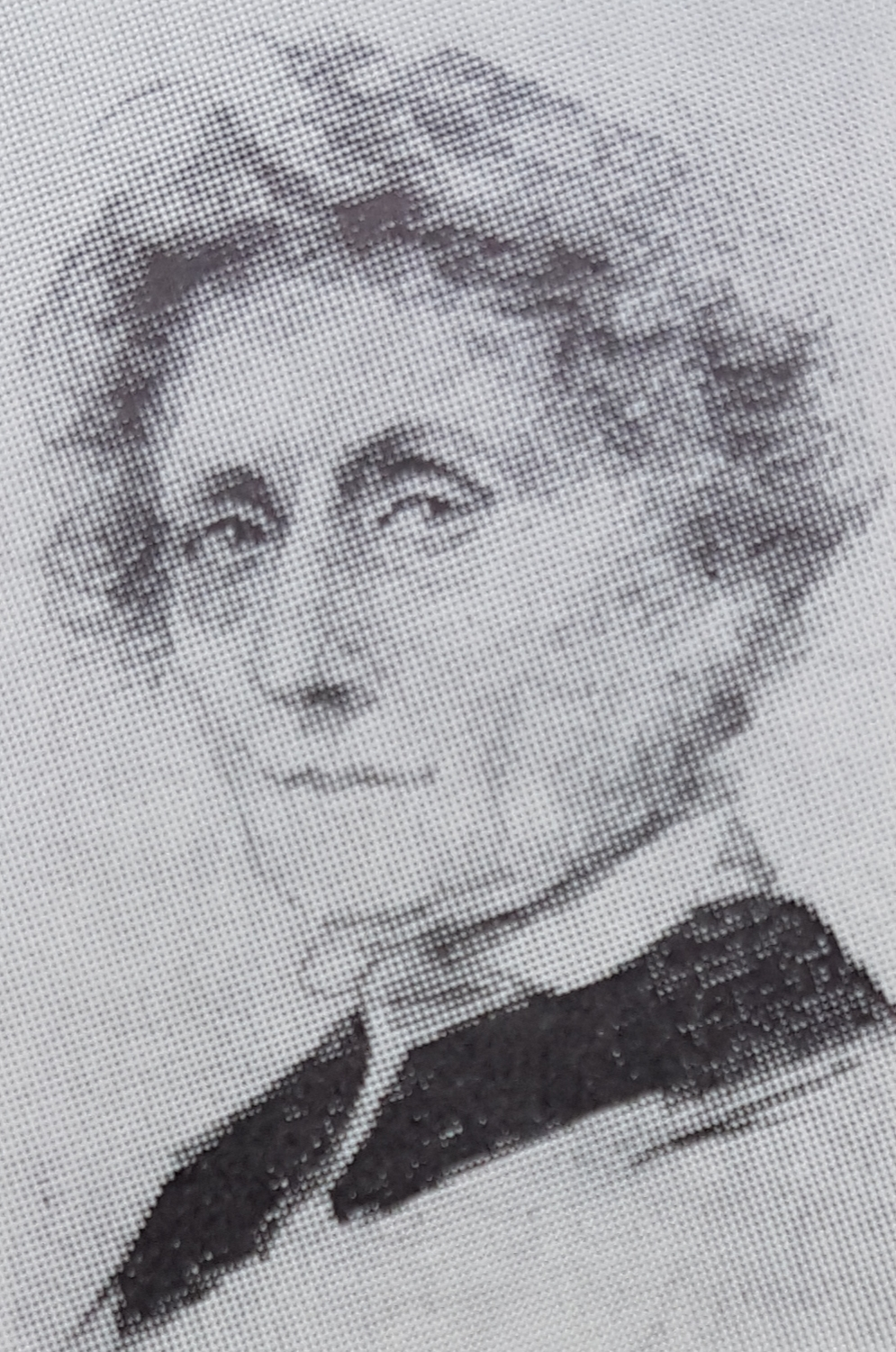
Gerda Tirén, Zeichnung von Stina Tirén

Gerda Tirén wurde 1858 als Tochter von Carl Henrik Rydberg (1820–1902) und Emma Wilhelmina Adelaide Forsslund (1820–1899) in Stockholm geboren und am 10. März 1858 getauft. Der Maler und Bildhauer Jonas Forsslund (1754–1809) war einer ihrer Vorfahren.
Sie studierte von 1875 bis 1882 an der Konstfack und der Kungliga Konsthögskolan Stockholm Malerei und Grafik und betrieb Sommerstudien bei Edvard Perséus. 1884 hatte sie Studienaufenthalte in Paris und der skandinavischen Künstlerkolonie Grez-sur-Loing in Frankreich, in der zahlreiche schwedische Maler lebten und arbeiteten.
Im November 1884 heiratete Rydberg den Maler Johan Tirén (1853–1911), dessen jüngerer Bruder Karl Tirén ebenfalls Maler war. Das Paar bekam vier Kinder: Nils (1885–1935) und Gerda Emma „Stina“ Kristina (1886–1951), die später ebenfalls Künstler wurden, Karin Ottilia Maria (1887–1951) und Eva Elisabet (1890–1937). Ihre beginnende Ausstellungstätigkeit wurde durch die Geburt der Kinder unterbrochen. Die folgenden fünf Jahre verbrachte sie mit ihrem Ehemann in dessen Heimat Jämtland im Norden Schwedens.
Neben ihren eigenen Gemälden übernahm Tirén hauptsächlich Auftragsarbeiten für Buch- und Zeitschriftenillustrationen. Sie war Mitglied der Künstlerverbände Svenska Konstnärers Förening und Föreningen Svenska Konstnärinnor (FSK). Gerda Tirén starb 1928 in Tirsta in der Gemeinde Länna und wurde auf dem Länna kyrkogård beigesetzt.

## Werk
Den Schwerpunkt von Gerda Tiréns Werk bilden Kinder- und Familienbildnisse. Neben ihren Genreszenen malte sie auch Landschaften aus Frankreich und Schweden, dessen Berge und samische Bevölkerung ihr und ihrem Ehemann Johan zahlreiche Motive boten. Erst spät in ihrer Schaffenszeit malte sie auch größere Gemälde in Öl. Sie zeichnete auch Weihnachts- und Osterpostkarten und ihre Aquarelle wurden oft in der Kinderzeitschrift Jultomten veröffentlicht. Gemälde wie „En moder“ (Eine Mutter) aus dem Jahr 1884 zeigt einen spätimpressionistischen Einfluss und erinnert an Werke von Christian Krohg. Ihre Darstellungen des Familienlebens stehen stilistisch und thematisch den Werken Carl Larssons nahe.
1892 wurde eine ihrer Zeichnungen in die erste Grafikmappe aufgenommen, die von dem schwedischen Kunstverein für öffentliche Kunst Sveriges Allmänna Konstförening herausgegeben wurde. Große Aufmerksamkeit erlangten 1899 ihre 116 Schwarz-Weiß-Zeichnungen für die schwedische Ausgabe von Daniel Defoes Robinson Crusoe für „Barnbibliothek Saga“ (Kinderbibliothek Saga) sowie ihre Illustrationen zu Selma Lagerlöfs „Meli“ im Jahr 1909. Außerdem fertigte sie Vignetten zu Büchern von Mark Twain, Fritz Reuters „Livet på landet“ (Das Leben auf dem Land) 1885–86 und von Albert Segerstedt.
Ihr 1916 entstandenes Ölgemälde „Ateljéinteriör“ (Atelierinterieur) befindet sich im Museum Jamtli in Östersund, ihr „Lappgosse“ (Samischer Junge) im schwedischen Nationalmuseum.

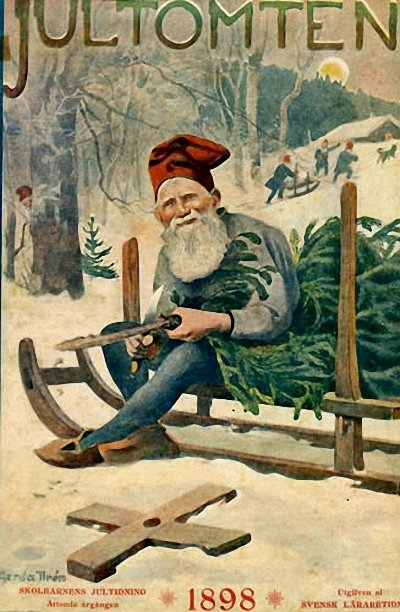
Julen 1898
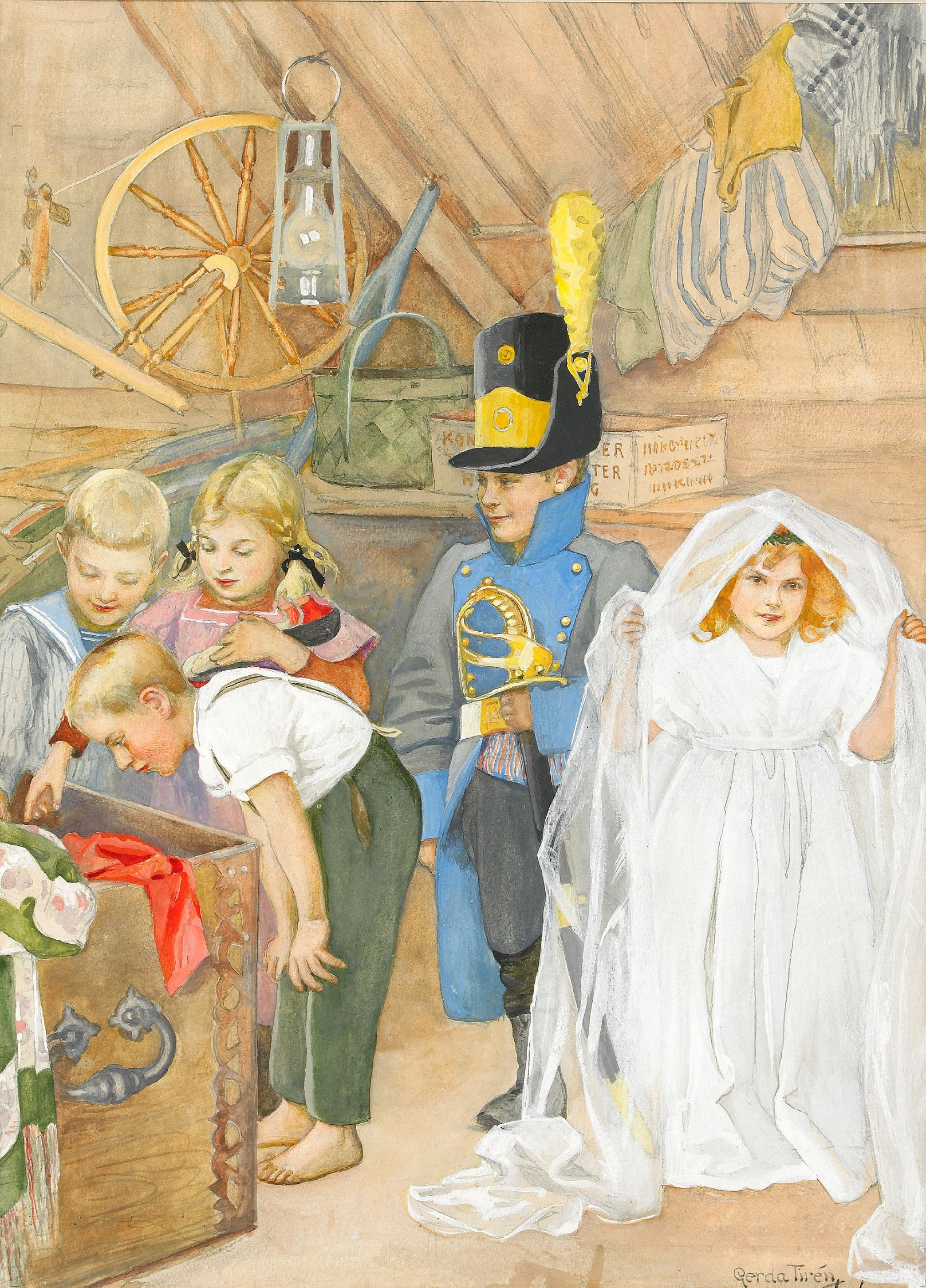
Brudföljet
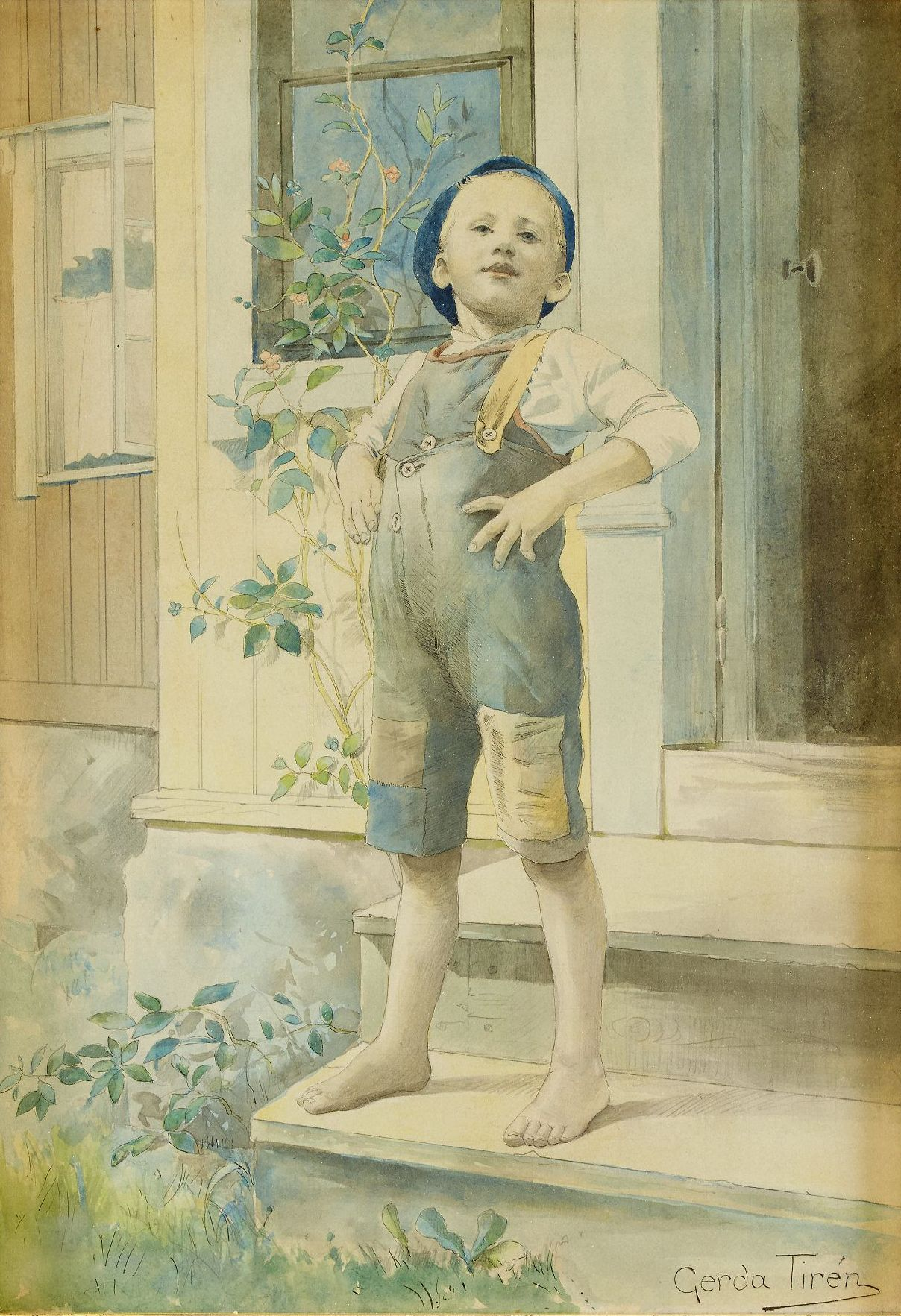
På farstubron
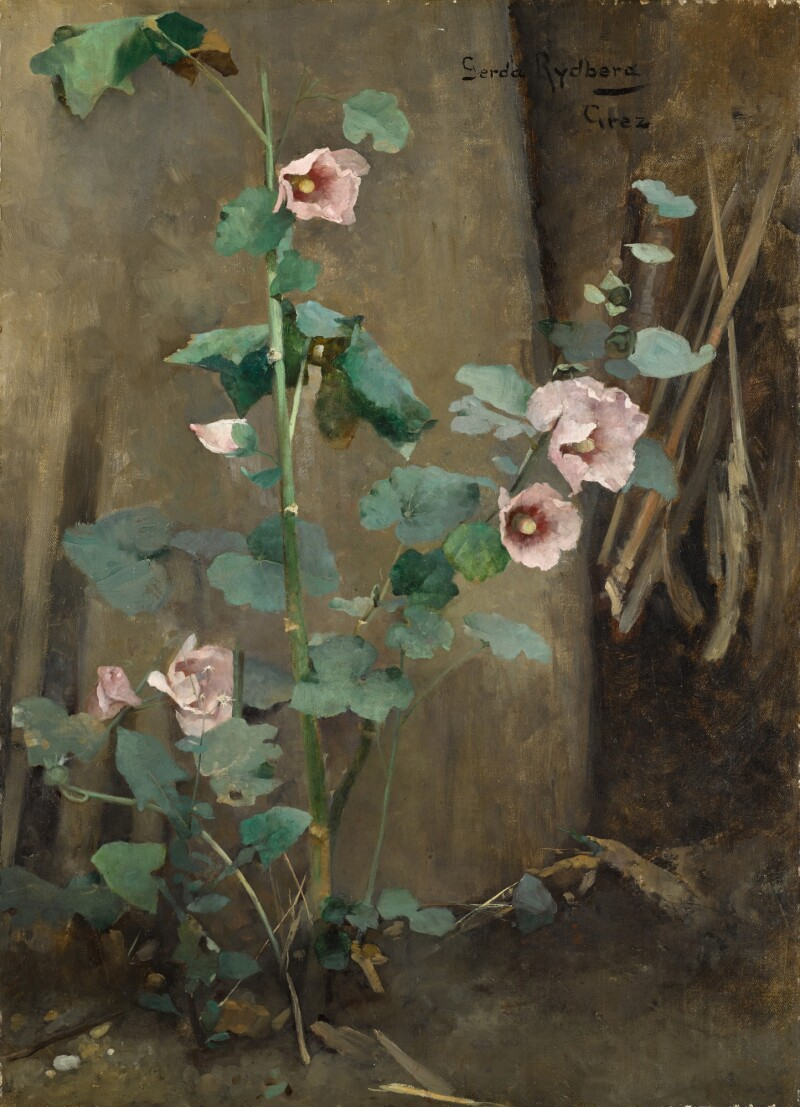
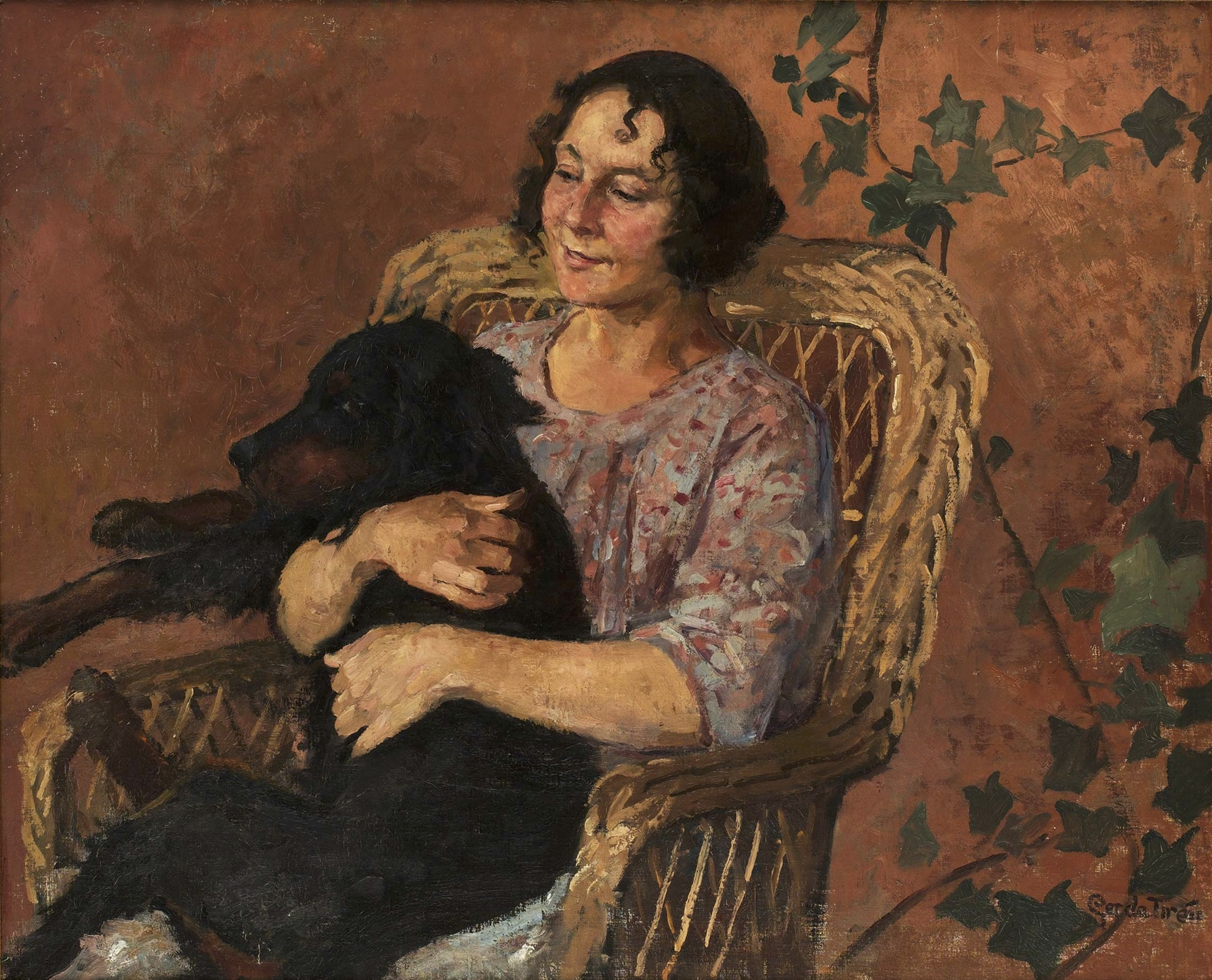
Karin och Tippo
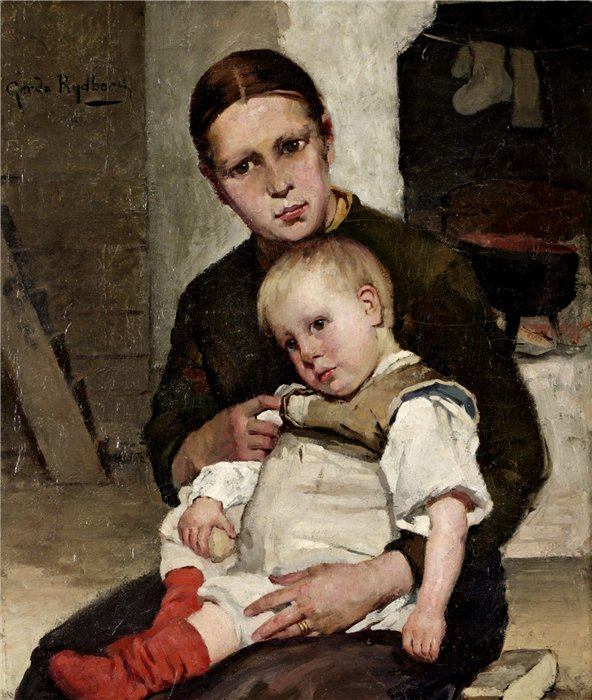
Kvinna med gosse i sitt knä
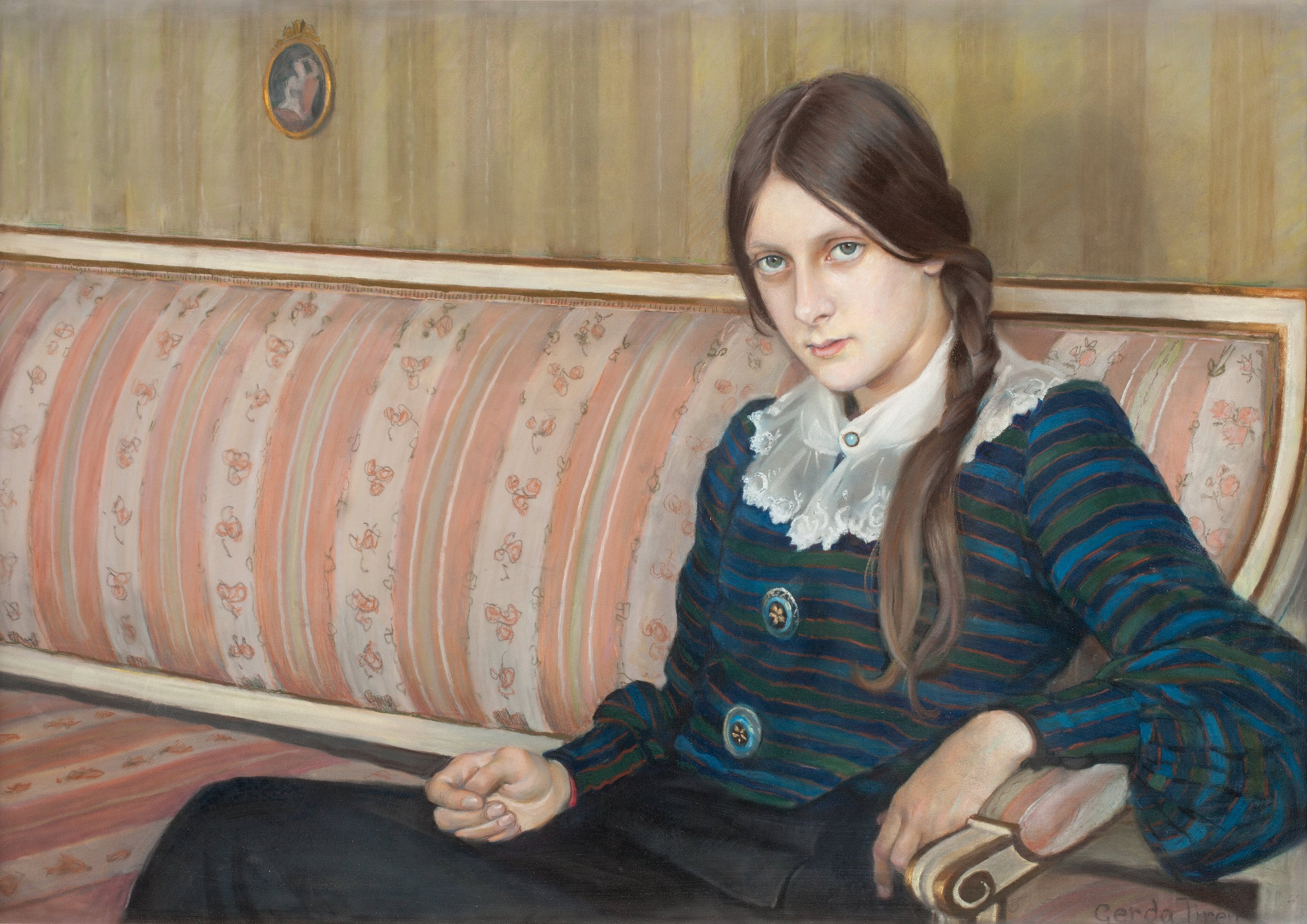
I den gustavianska soffan

## Ausstellungen (Auswahl)
- 1885: „Höstlandskap från Grèz“ (Herbstlandschaft von Grèz) wurde  im Salon de Paris ausgestellt.
- 1898: Ausstellung des „Svenska Konstnärernas Förening“ (Schwedischer Künstlerverband)
- 1904: Ausstellung des Svenska Konstnärernas Förening
- 1909: Ausstellung des Svenska Konstnärernas Förening
- 1912: Ausstellung mit dem „Föreningen Svenska Konstnärinnor“ (Verband schwedischer Künstlerinnen), Universität Lund
- 1917: Liljevalchs konsthall, Djurgården
- 1918: Ausstellung mit Nils und Stina Tirén. Konstnärshuset, Stockholm
- 1935: Ausstellung mit Johan, Nils und Stina Tirén. Liljevalchs konsthall, Djurgården, Stockholm
- 2010: „Härtill är vi tvungna“. Schloss Säfstaholm, Vingåker[3]